# Pikkelyesfarkúmókus-formák
A pikkelyesfarkúmókus-formák (Anomalurinae) az emlősök (Mammalia) osztályának a rágcsálók (Rodentia) rendjébe, ezen belül a pikkelyesfarkúmókus-félék (Anomaluridae) családjába tartozó alcsalád.

## Rendszerezés
Az alcsaládba az alábbi 1 nem és 4 faj tartozik:
- Anomalurus Waterhouse, 1843
  - sárgasú pikkelyesmókus (Anomalurus beecrofti) Fraser, 1853
  - ezüsthátú pikkelyesmókus (Anomalurus derbianus) Gray, 1842 - típusfaj
  - fehérlábú pikkelyesmókus (Anomalurus pelii) Schlegel & S. Müller, 1845
  - kis pikkelyesmókus (Anomalurus pusillus) Thomas, 1887